# Leandro Ávalos Blacha
Œuvres principales
- Berazachussetts

Leandro Ávalos Blacha, né en 1980 à Quilmes (Argentine), est un écrivain argentin, évoluant aux frontières des littératures de genre, de la pop culture et de la littérature générale.

## Biographie
Leandro Ávalos Blacha est né en 1980 à Quilmes (Argentine). Il a étudié la littérature et l'édition à l'université de Buenos Aires, et suivi plusieurs années les ateliers d'écriture d'Alberto Laiseca, auteur qu'il admire par ailleurs énormément.         
Il travaille en tant que responsable éditorial pour diverses maisons argentines, tout en se consacrant à l'écriture.         
Nourri de pop culture, il aime à fusionner des genres traditionnellement distincts tels que polar, fantastique ou horreur dans la littérature générale. Il cite parmi ses influences tant le cinéma de genre que la bande dessinée, mais aussi des auteurs tels que John Kennedy Toole.         
Il se fait remarquer en 2005 en remportant le prix Sudaca Border organisé par la coopérative éditoriale Eloisa Cartonera, à l'origine du mouvement des "cartoneras" (livres édités sur du carton recyclé) en Amérique Latine.         
Il obtient le prix Indio Rico 2007, attribué à l'unanimité par César Aira, Daniel Link et Alan Pauls, pour son roman Berazachussetts, à l'occasion duquel les trois auteurs déclarent conjointement : « Sur un ton dégagé et corrosif, Leandro Ávalos Blacha met en miettes les conventions du genre et fait coïncider les motifs les plus emblématiques de la culture-pacotille de notre époque avec la géographie de la banlieue de Buenos Aires. ».
Il a été invité au Salon du Livre à Paris et aux Imaginales d'Épinal en 2014.

## Œuvres

### Romans
- Serialismo, Eloisa Cartonera, 2005 - Prix Nueva Narrativa Sudaca Border 2005.
- Berazachussetts, Entropia, 2007[9] - Prix Indio Rico 2007.
  - En français : Berazachussetts, trad. Hélène Serrano, éditions Asphalte, 2011[10],[11] - Rééd. "Folio SF", Gallimard, 2013.
- Medianera, Eduvim (Editorial Universitaria de Villa Maria), 2011.
  - En français : Côté cour, trad. Hélène Serrano, éditions Asphalte, 2013.
- Malicia, Entropia, 2016.
  - En français : Malicia, trad. Hélène Serrano, éditions Asphalte, 2016.

### Nouvelles
- Ñina albina, in No hay cuchillo sin rosas, Eloisa Cartonera, 2007.
- Tan real, in El libro de los muertos vivos, Lea Ediciones, 2013.
- Una casa de pie, in Big Sur #58, 2014.
- Scatter, in La ultima gauchada, Alquimia Ediciones, 2014.